# Cantó d'Orador de Vairas
El cantó d'Orador de Vairas és un cantó francès del departament de l'Alta Viena, situat al districte de Rechoard. Té 5 municipis i el cap és Orador de Vairas.

## Municipis
- Champanhac
- Chamçac
- Cuçac
- Orador de Vairas
- Sent Basaris

## Història
| Data d'elecció                           | Identitat       | Partit | Qualitat |
| ---------------------------------------- | --------------- | ------ | -------- |
| 1970-1976                                | Robert Morange  | RPR    |          |
| 1976-2008                                | Marcel Allafort | PCF    |          |
| 2008-                                    | Guy Baudrier    | ADS    |          |
| les dades anteriors no són pas conegudes |                 |        |          |
|                                          |                 |        |          |

## Demografia
| 1962  | 1968  | 1975  | 1982  | 1990  | 1999  | 2006  |
| ----- | ----- | ----- | ----- | ----- | ----- | ----- |
| 4.617 | 4.998 | 4.728 | 4.544 | 4.307 | 3.997 | 3.985 |